# Bomani
Bomani è una circoscrizione urbana (urban ward) della Tanzania situata nel distretto di Tarime, regione del Mara. Conta una popolazione di 9 165 abitanti (censimento 2012).